# Torodera
Torodera là một chi bọ cánh cứng trong họ Chrysomelidae.
Chi này được miêu tả khoa học năm 1902 bởi Weise.

## Các loài
Các loài trong chi này gồm:
- Torodera bistripunctata Medvedev, 2004
- Torodera borneensis Doeberl, 1998
- Torodera loebli Doeberl, 1998
- Torodera minor Doeberl, 1998
- Torodera sexpunctata Scherer, 1987